# Erdosiella venezuelaensis
Erdosiella venezuelaensis is een vliesvleugelig insect uit de familie Mymaridae. De wetenschappelijke naam is voor het eerst geldig gepubliceerd in 1990 door Yoshimoto.